# Queijo de Azeitão

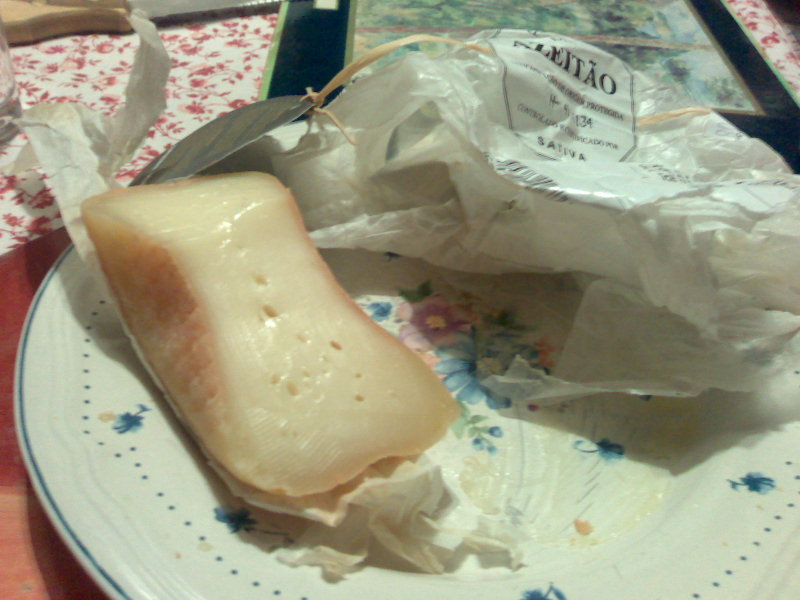
Queijo de Azeitão.

El Queijo de Azeitão es un queso portugués con denominación de origen protegida a nivel europeo.
Recibe su nombre del pueblo donde originariamente se elaboró: Azeitão, en las estribaciones de la Serra da Arrábida. Actualmente se produce en los subdistritos de Palmela, Sesimbra y Setúbal, a unos 40km al sur de Lisboa. 

## Elaboración
Es un queso de leche cruda de oveja. Se coagula con cuajo vegetal, en concreto cardo (Cynara cardunculus, L.). El periodo de añejamiento es de un mínimo de 60 días. Se presenta envuelto en un trapo blanco lo que le da al queso una apariencia rústica.

## Características
Su peso medio es de 300g y tiene una forma cilíndrica de 15cm de diámetro. La corteza es de color amarillo claro y lisa, comestible, resulta ligeramente ácida y crujiente.
La pasta tiene color crema y tiene pequeños ojos dispersos, escasos o ninguno. La textura es mantecosa. Es ligeramente picante al gusto. Conviene servirlo a temperatura ambiente con pan rústico. Marida con un oporto tipo ruby.